# Distale tubulus contortus
De distale tubulus contortus (DCT) is een buisvormig onderdeel van een functionele eenheid van de nier, de nefron.

## Fysiologie
In de distale tubulus contortus vinden voornamelijk de volgende processen plaats:
- Actieve afgifte van ionen, zuren, geneesmiddelen en afvalstoffen
- Selectieve terugresorptie van natriumionen uit de voorurine, welke wordt geproduceerd in het kapsel van Bowman. Dit is vooral onder invloed van hormonen als ADH en aldosteron.

De DCT wordt gevolgd door de verzamelbuis. In de verzamelbuis vindt de laatste selectieve terugresorptie plaats, waarna de voorurine of ultrafiltraat urine mag worden genoemd. De urine komt achtereenvolgens in de calix minor, de calix major en de ureter terecht, en vervolgens in de urineblaas.
nier (ren) · urineleider (ureter) · urineblaas (vesica urinaria) · urinebuis (urethra)

nierbekken · nierkelk

nefron · juxtaglomerulair apparaat · kapsel van Bowman · glomerulus · distale tubulus contortus · lichaampje van Malpighi